# Onthophagus merus
Onthophagus merus es una especie de insecto del género Onthophagus, familia Scarabaeidae, orden Coleoptera.

## Historia
Fue descrita científicamente por Péringuey en 1901.